# 八幡村 (兵庫県加古郡)
八幡村（やはたむら）は、兵庫県加古郡に属していた村。現在の加古川市八幡地区にあたる。

## 地理
- 加古川
- 草谷川

## 歴史
1954年（昭和29年）に兵庫県が公表した合併計画では、八幡村は試案の段階では上荘村・平荘村と同じブロックに入っていたが、本案では留保付きながら加古村・母里村・天満村と同じブロックに組み入れられた。八幡村は住民への世論調査の結果、中学校一部事務組合で関係の深かった加古川市への合併を支持する意見が圧倒的多数であり、上荘村・平荘村もこれに同調した（上荘村は当時唯一、加古川の両岸に行政区域を持つ村であり、分村をおそれて八幡村に隣接する国包地区の動向を気にしていた。平荘村は当初より上荘村と同一歩調をとっていた。）。加古川市は当時、阿閇村との合併交渉に全力を注いでいたが、これが頓挫すると、海岸工業地帯の水問題から「将来の利水」を考え上流に位置する八幡・上荘・平荘3村との優先順位を引き上げた。
- 1889年（明治22年）4月1日 - 町村制の施行により、下村、上西条村、中西条村、船町村、宗佐村、野村村の区域をもって発足。
- 1954年（昭和29年）5月20日 - 合併に向けて、世論調査用紙の発布、回収による住民投票を実施。加古川市との合併が多数を占める。
  - 配布総数：820（うち回収枚数：785）
    - 加古郡母里村、加古村との合併：44
    - 平荘村、上荘村との合併：14
    - 加古川市との合併：679
    - 態度不明：48
- 1955年（昭和30年）4月1日 - 印南郡平荘村、上荘村と共に加古川市に編入合併。同日八幡村廃止。

## 経済

### 産業
農業
『大日本篤農家名鑑』によれば八幡村の篤農家は、「末澤豊太郎、松尾淳次、岡本信吉、高橋貞吉」などがいた。

## 教育
- 兵庫県加古郡八幡村立八幡小学校（現 加古川市立八幡小学校）
- 兵庫県加古川市外二箇村学校組合立山手中学校（現 加古川市立山手中学校）

## 旧跡
- 宮山遺跡
- 宗佐厄神八幡神社

## 八幡町
現在の加古川市八幡地区：
- 八幡町上西条
- 八幡町下村
- 八幡町宗佐
- 八幡町中西条
- 八幡町野村
- 八幡町船町